# Sitticus
Sitticus Simon, 1901 è un genere di ragni appartenente alla famiglia Salticidae.

## Distribuzione
Le 83 specie oggi note di questo genere sono state rinvenute in varie zone dell'Eurasia, delle Americhe e dell'Africa; ben 4 specie sono endemiche delle isole Galapagos.
In Italia sono state reperite 14 specie di questo genere

## Tassonomia

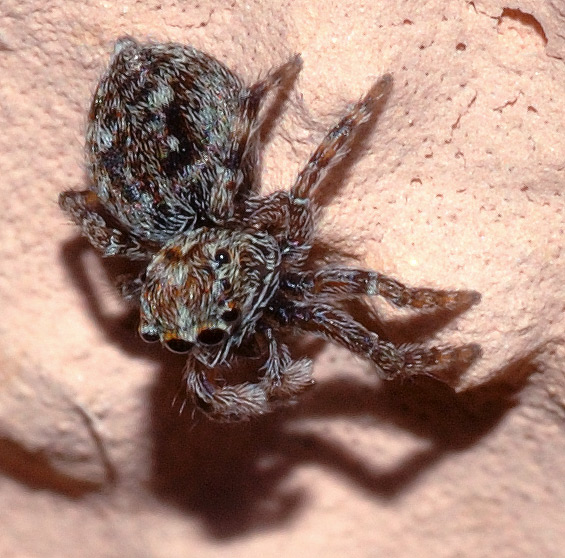
Sitticus pubescens, femmina

Considerato un sinonimo anteriore di Sitticulus Dahl, 1926, da uno studio dell'aracnologo Prószynski del 1973 con trasferimento della specie tipo; è anche sinonimo anteriore di Attinella Banks, 1905 secondo un lavoro dell'aracnologo Richman del 1979 e di Tomis F. O. P.-Cambridge, 1901, a seguito di un lavoro dell'aracnologa Galiano del 1991.
Alcuni autori pongono la specie tipo del genere Attulus Simon, 1889, la Attulus helveolus (Simon, 1891), in questo genere, spesso considerata come sinonimo posteriore di Sitticus distinguendus (Simon, 1868); bisogna considerare però che, se tale posizionamento fosse corretto, la denominazione Attulus dovrebbe prendere il posto di Sitticus per priorità. La denominazione più giovane è ritenuta opportuna in questa sede, in quanto sembra probabile che il complesso di specie oggi afferente in Sitticus includa più di un genere.
A giugno 2011, si compone di 83 specie e due sottospecie:
1. Sitticus albolineatus (Kulczyński, 1895) — Russia, Cina, Corea
2. Sitticus ammophilus (Thorell, 1875) — Russia, Asia centrale, Canada
3. Sitticus ansobicus Andreeva, 1976 — Asia centrale
4. Sitticus atricapillus (Simon, 1882) — Europa (presente in Italia)
5. Sitticus avocator (O. P.-Cambridge, 1885) — Russia, dall'Asia centrale al Giappone
6. Sitticus barsakelmes Logunov & Rakov, 1998 — Kazakistan
7. Sitticus burjaticus Danilov & Logunov, 1994 — Russia
8. Sitticus canus (Galiano, 1977) — Perù
9. Sitticus caricis (Westring, 1861) — Regione paleartica (presente in Italia)
10. Sitticus cautus (Peckham & Peckham, 1888) — Messico
11. Sitticus cellulanus Galiano, 1989 — Argentina
12. Sitticus clavator Schenkel, 1936 — Cina
13. Sitticus concolor (Banks, 1895) — USA, Messico
14. Sitticus cutleri Prószynski, 1980 — Regione olartica
15. Sitticus damini (Chyzer, 1891) — Europa meridionale, Russia
16. Sitticus designatus (Peckham & Peckham, 1903) — Sudafrica
17. Sitticus diductus (O. P.-Cambridge, 1885) — Karakorum, Cina
18. Sitticus distinguendus (Simon, 1868) — Regione paleartica (presente in Italia)
19. Sitticus dorsatus (Banks, 1895) — USA
20. Sitticus dubatolovi Logunov & Rakov, 1998 — Kazakistan
21. Sitticus dudkoi Logunov, 1998 — Russia
22. Sitticus dyali Roewer, 1951 — Pakistan
23. Sitticus dzieduszyckii (L. Koch, 1870) — Europa (presente in Italia), Russia
24. Sitticus eskovi Logunov & Wesolowska, 1995 — Russia, Sakhalin (Russia), Isole Curili
25. Sitticus exiguus (Bösenberg, 1903) — Germania
26. Sitticus fasciger (Simon, 1880) — Russia, Cina, Corea, Giappone, USA
27. Sitticus finschi (L. Koch, 1879) — USA, Canada, Russia
28. Sitticus flabellatus Galiano, 1989 — Argentina, Uruguay
29. Sitticus floricola (C. L. Koch, 1837) — Regione paleartica (presente in Italia)
  - Sitticus floricola palustris (Peckham & Peckham, 1883) — America settentrionale
30. Sitticus goricus Ovtsharenko, 1978 — Russia
31. Sitticus inexpectus Logunov & Kronestedt, 1997 — dall'Europa all'Asia centrale
32. Sitticus inopinabilis Logunov, 1992 — Russia, Asia centrale
33. Sitticus japonicus Kishida, 1910 — Giappone
34. Sitticus juniperi Gertsch & Riechert, 1976 — USA
35. Sitticus karakumensis Logunov, 1992 — Turkmenistan
36. Sitticus kazakhstanicus Logunov, 1992 — Kazakistan
37. Sitticus leucoproctus (Mello-Leitão, 1944) — Brasile, Uruguay, Argentina
38. Sitticus longipes (Canestrini, 1873) — Europa (presente in Italia)
39. Sitticus magnus Chamberlin & Ivie, 1944 — USA
40. Sitticus manni (Doleschall, 1852) — Croazia
41. Sitticus mazorcanus Chamberlin, 1920 — Perù
42. Sitticus mirandus Logunov, 1993 — Russia, Asia centrale, Cina
43. Sitticus monstrabilis Logunov, 1992 — Asia centrale
44. Sitticus montanus Kishida, 1910 — Giappone
45. Sitticus morosus (Banks, 1895) — USA
46. Sitticus nakamurae Kishida, 1910 — Giappone
47. Sitticus nenilini Logunov & Wesolowska, 1993 — Kazakistan, Kirghizistan
48. Sitticus nitidus Hu, 2001 — Cina
49. Sitticus niveosignatus (Simon, 1880) — dal Nepal alla Cina
50. Sitticus palpalis (F. O. P.-Cambridge, 1901) — Messico, Argentina
51. Sitticus penicillatus (Simon, 1875) — Regione paleartica (presente in Italia)
  - Sitticus penicillatus adriaticus Kolosváry, 1938 — Penisola balcanica
52. Sitticus penicilloides Wesolowska, 1981 — Corea del Nord
53. Sitticus peninsulanus (Banks, 1898) — Messico
54. Sitticus phaleratus Galiano & Baert, 1990 — Isole Galapagos
55. Sitticus psammodes (Thorell, 1875) — Russia
56. Sitticus pubescens (Fabricius, 1775) — Europa (presente in Italia), Russia, USA
57. Sitticus pulchellus Logunov, 1992 — Kazakistan, Kirghizistan
58. Sitticus ranieri (Peckham & Peckham, 1909) — Regione olartica
59. Sitticus relictarius Logunov, 1998 — Russia, Georgia, Iran, Azerbaigian
60. Sitticus rivalis Simon, 1937 — Francia, Italia
61. Sitticus rupicola (C. L. Koch, 1837) — Regione olartica (presente in Italia)
62. Sitticus saevus Dönitz & Strand, 1906 — Giappone
63. Sitticus saganus Dönitz & Strand, 1906 — Giappone
64. Sitticus saltator (O. P.-Cambridge, 1868) — Regione paleartica (presente in Italia)
65. Sitticus saxicola (C. L. Koch, 1846) — Regione paleartica (presente in Italia)
66. Sitticus sexsignatus (Franganillo, 1910) — Portogallo
67. Sitticus sinensis Schenkel, 1963 — Cina, Corea
68. Sitticus strandi Kolosváry, 1934 — Ungheria
69. Sitticus striatus Emerton, 1911 — USA, Canada
70. Sitticus subadultus Dönitz & Strand, 1906 — Giappone
71. Sitticus taiwanensis Peng & Li, 2002 — Taiwan
72. Sitticus talgarensis Logunov & Wesolowska, 1993 — Kazakistan, Kirghizistan
73. Sitticus tannuolana Logunov, 1991 — Russia
74. Sitticus tenebricus Galiano & Baert, 1990 — Isole Galapagos
75. Sitticus terebratus (Clerck, 1757)[3] — Regione paleartica (presente in Italia)
76. Sitticus uber Galiano & Baert, 1990 — Isole Galapagos
77. Sitticus uphami (Peckham & Peckham, 1903) — Sudafrica
78. Sitticus vanvolsemorum Baert, 2011 — isole Galapagos
79. Sitticus walckenaeri Roewer, 1951 — Francia, Svezia
80. Sitticus welchi Gertsch & Mulaik, 1936 — USA
81. Sitticus wuae Peng, Tso & Li, 2002 — Taiwan
82. Sitticus zaisanicus Logunov, 1998 — Kazakistan
83. Sitticus zimmermanni (Simon, 1877) — dall'Europa all'Asia centrale (presente in Italia)

### Specie trasferite
- Sitticus bilineatus Saito, 1939; trasferita al genere Phintella[1].
- Sitticus brutus Badcock, 1932; trasferita al genere Aillutticus[1].
- Sitticus cabellensis Prószynski, 1971; trasferita al genere Pseudattulus[1].
- Sitticus claremonti Peckham & Peckham, 1909; trasferita al genere Mexigonus[1].
- Sitticus dimidius Schmidt, 1976; trasferita al genere Menemerus[1].
- Sitticus pallicolor Bösenberg & Strand, 1906; trasferita al genere Phintella[1].
- Sitticus synopticus Chamberlin, 1925; trasferita al genere Marchena[1].

### Nomina dubia
- Sitticus basalis (Karsch, 1879); un esemplare femminile, rinvenuto in Giappone e originariamente ascritto all'ex-genere Attus. A seguito di due studi, uno di Logunov del 1998 e uno di Logunov & Marusik del 2001, è da ritenersi nomen dubium[1].
- Sitticus limbatus (Risso, 1826); gli esemplari reperiti in Francia e originariamente ascritti al genere Atypus, a seguito di due studi, uno dell'aracnologo Roewer del 1955 e uno di Bonnet del 1958, sono da ritenersi nomina dubia[1].
- Sitticus littoralis (Hahn, 1832); un esemplare femminile, rinvenuto in Europa e in origine descritto nel genere Salticus, a seguito di un lavoro dell'aracnologo Bonnet del 1958, è da ritenersi nomen dubium[1].
- Sitticus truncorum (Linnaeus, 1758); esemplari reperiti in Europa e originariamente posti in Aranea, a seguito di un lavoro dell'aracnologo Harm del 1973, sono da ritenersi nomina dubia[1].
- Sitticus virgulatus (Walckenaer, 1802); esemplari reperiti in Francis e originariamente posti in Aranea, a seguito di due lavori, uno dell'aracnologo Roewer del 1955 e un altro di Bonnet del 1958, sono da ritenersi nomina dubia[1].